# Gryllosoma esau
Gryllosoma esau är en insektsart som beskrevs av Morgan Hebard 1928. Gryllosoma esau ingår i släktet Gryllosoma och familjen syrsor. Inga underarter finns listade i Catalogue of Life.